# Пятнистая сферамия
Пятнистая сферамия (лат. Sphaeramia orbicularis) — вид небольших морских рыб из семейства апогоновых (Apogonidae), обитающих в тропической Индо-Тихоокеанской области.

## Описание
Тело высокое, зеленовато-серого цвета. Максимальная длина тела составляет 10 см. Голова покрыта крапинами, первый спинной плавник по переднему краю и брюшные плавники по заднему краю чёрного цвета. Между передним краем первого спинного плавника и анальным отверстием проходит широкая, тёмная полоса. Задняя половина тела покрыта тёмными пятнами. Положение рта верхнее. Второй спинной, анальный и хвостовой плавники прозрачные.

## Распространение
Вид распространён в западной, тропической Индо-Тихоокеанской области от Восточной Африки до островов Рюкю, Кирибати, Белау, Марианских и Каролинских островов и Новой Каледонии.

## Образ жизни
Пятнистая сферамия живёт небольшими стаями вдоль побережья среди мангровых зарослей, у скал, гальки на глубине до 5 м. Рыбы активны ночью, питаются зоопланктоном, прежде всего мелкими ракообразными.

## Размножение
Рыбы вынашивают икру во рту. Нерест проходит в вечерние часы незадолго до новолуния и полнолуния. Самец берёт икру в пасть и в течение 8 дней до появления личинок ничем не питается. Сначала личинки живут пелагически. Половозрелость самцов наступает при длине тела 7 см, самок — 6 см.